# Pejangkungan (Prambon)
Pejangkungan is een bestuurslaag in het regentschap Sidoarjo van de provincie Oost-Java, Indonesië. Pejangkungan telt 2674 inwoners (volkstelling 2010).